# 趙明 (成化進士)
趙明（1444年—？），字孔昭，福建福州府侯官县人，福州右卫军籍，明朝政治人物。

## 生平
早年出身國子生。成化七年（1471年），舉辛卯科福建乡试第四名（《春秋》經魁）。成化十一年，登乙未科會試中進士，官至兵部主事。

## 家族
曾祖趙嗣誠。祖父趙伯昇。父趙統。

## 紀念
福州城內曾有“經魁坊”，為紀念趙明鄉試魁《春秋》所建。